# Marko Tomas
Marko Tomas (Koprivnica, 3 de Janeiro de 1985) é um basquetebolista profissional croata, atualmente joga no TED Ankara Kolejliler. O atleta possui 2,01 m de altura e pesa 98 kg, atuando na posição de Ala.

## Carreira
Rudez representou a Seleção Croata de Basquetebol nas Olimpíadas de 2008, que ficou em 6º lugar.